# Svatý Illtud
Svatý Iltud byl světec a učitel v semináři Cor Tewdws ve waleském Llanilltud Fawr (Llantwit Major). Založil klášter a kolej, která je považována za nejstarší centrum vzdělanosti v Británii. Mezi jeho žáky patřili například sv. Patrik, patron Irska, svatý David Waleský, Gildas a Samson of Dol.

## Životopis
Sv. Illtud byl oblíben mezi starými Kelty, ale chybí pro to věrohodné historické prameny. Nejstaršrí zmínka o sv. Illtudovi je Vita Sancti Sampsonis, napsaná v Dol v Británii kolem roku 600. Podle tohoto zdroje byl Illtud žákem biskupa Germanuse z Auxerre v severní Francii. Illtud byl velmi vzdělán ve Starém a Novém Zákoně, jakož i ve filosofii, geometrii, rétorice, gramatice a aritmetice. Byl také nadán prorockým darem.
Podle nepříliš důvěryhodného zdroje, pozdějšího normanského "Života sv. Illtuda" (asi 1140) byl synovcem krále Artuše. Podle legendy jej pro službu v církvi připravili a vzdělání zajistili jeho rodiče. Nicméně sám si zvolil vojenskou dráhu. Oženil se s ženou jménem Trynihid a stal se vojákem v západní Británii, dnešním Walesu, ve službách krále Artuše a následně krále Poulenta. Proto je někdy zván jako svatý Illtud rytíř.
Illtud se zasloužil o rozvoj klášterního života Walesu, když založil klášter ve Llantwit Major. Zde sídlila první walwská klášterní škola a centrum keltského křesťanství v římské provincii Británii. 

## Kult
Svátek sv. Illtuda je slaven 6. listopadu., ale tradičně je slaven poslední neděli v červnu.
Seznam arcibiskupů londýnských obsahuje jméno "Iltuta", který je někdy ztotožňován s Illtudem.

## Spojitost s králem Artušem
Podle Života sv. Illtuda ze 12. století byl jeho otcem Bicanus, bretaňský princ, a jeho matkou byla Rieingulid, princezna a dcera Anblauda, krále bretaňského. Bývá považován za synovce krále Artuše, v jehož službách sloužil jako voják.